# Hessischer Radfernweg R7
De Hessischer Radfernweg R7 (ook wel de Lahn-Werra-fietsroute genoemd) is een langeafstandsfietsroute in Duitsland. De route verbindt het stroomdal van de rivier Lahn met dit van de Werra met elkaar. Onderweg kruist de route ook de rivier Fulda. Het traject is bewegwijzerd in twee richtingen. 

## Traject
De route start in Limburg an der Lahn aan de Lahn. Hier kan worden aangesloten op de Lahnradweg om het verloop van de Lahn naar de monding in de Rijn te volgen. Hier kan ook de Hessischer Radfernweg R8 worden opgepakt.
De route loopt parallel mee met de Lahnradweg tot Gießen waar ze het Lahndal verlaat. Voor de route de Lahnradweg verlaat is er nabij Weilburg bij de monding van de Weil in de Lahn de aansluiting op de Weiltalradweg. In Wetzlar ligt de monding van de Dill in de Lahn en kan de Dilltalradweg worden opgepakt.
In Gießen kan de Lahnradweg verder worden gevolgd naar de bron. De route zelf kruist bij Grünberg de Hessischer Radfernweg R6 en bij Lauterbach de Hessischer Radfernweg R4.
In Solms wordt de rvier Fulda bereikt en loopt de route tot Bad Hersfeld parallel mee met de Fulda-Radweg of Hessischer Radfernweg R1. 
Bij Vacha wordt de rivier Werra bereikt en sluit de route aan op de Werratal-Radweg en de EuroVelo EV13 IJzerengordijnpad.
Tussen Niederaula en Vacha is de route onderdeel van de landelijke route D4 - Middenlandroute.

## Aansluitingen met Europese fietsroutes
- In Vacha kan worden aangesloten op de EuroVelo EV13 IJzerengordijnpad.

## Aansluitingen met andere fietsroutes
- Tussen Limburg an der Lahn en Gießen loopt de route parallel met de Lahnradweg.
- In Limburg an der Lahn kan worden aangesloten op de Hessischer Radfernweg R8.
- In Weilburg kan worden aangesloten op de Weiltalradweg.
- In Wetzlar kan worden aangesloten op de Dilltalradweg.
- In Grünberg kruist de route de Hessischer Radfernweg R6.
- In Lauterbach kruist de route de Hessischer Radfernweg R4.
- Tussen Solms en Bad Hersfeld loopt de route parallel met de Fulda-Radweg (ook wel Hessischer Radfernweg R1).
- In Vacha kan worden aangesloten op de Werratal-Radweg.

Tussen Niederaula en Vacha is de route onderdeel van de landelijke route D4 - Middenlandroute.

## Hessischer Radfernwegen
In 1992 zijn in de deelstaat Hessen 9 Hessischer Radfernwegen uitgezet welke allen bewegwijzerd zijn. Naast de R7 zijn dit:
- R1 van Mosbach naar Hannoversch Münden
- R2 van Bad Laasphe naar Sinntal
- R3 van Rüdesheim am Rhein naar Tann
- R4 van Bad Karlshafen naar Hirschhorn
- R5 van Willingen naar Eschwege
- R6 van Diemelstadt naar Lampertheim
- R8 van Frankenberg naar Heppenheim
- R9 van Worms naar Obernburg am Main